# Bruno N'Gotty
Bruno N'Gotty (Lyon, 10 de junho de 1971) é um ex-futebolista e treinador de futebol francês de origem camaronesa que atuava cmo zagueiro ou volante. Atualmente comanda o La Chapelle de Guinchay, equipe da sexta divisão nacional.

## Carreira
Revelado nas categorias de base do Lyon, N'Gotty estreou no time principal em uma partida da Copa da França, em janeiro de 1988. Aos 17 anos, firmou-se no elenco dos Gones a partida da temporada 1988–89, quando jogou 29 vezes pela Division 2 e marcou um gol. Em 255 partidas oficiais como jogador do Lyon, foram 13 gols marcados até 1995, ano em que assinou com o Paris Saint-Germain.
Sua passagem pelo time de Paris foi marcada pelo gol que deu o título da Taça dos Clubes Vencedores de Taças de 1995–96. Venceu também um Copa da França, uma Copa da Liga Francesa e uma Supercopa da França. Após defender Milan, Venezia e Olympique de Marseille, N'Gotty foi emprestado ao Bolton Wanderers em 2001, assinando um vínculo permanente com a equipe inglesa no ano seguinte. Somando todas as competições, o zagueiro participou de 172 jogos e marcou 7 gols.
Vestiu também as camisas de Birmingham City, Leicester City e Hereford United antes de encerrar a carreira profissional em 2009. Retornou aos gramados nas divisões amadoras de seu país, atuando por AS Lattes e Belleville, onde se aposentou em definitivo em 2015, aos 44 anos, e fez sua estreia como treinador. Passou também por Cruseilles e La Chapelle de Guinchay, que disputa a sexta divisão francesa.

## Seleção Francesa
Descendente de camaroneses, N'Gotty estreou pela Seleção Francesa em agosto de 1994, contra a República Checa - neste jogo, também estrearam pelos Bleus Zinédine Zidane e Lilian Thuram.
Sem conseguir impressionar o técnico Aimé Jacquet, o zagueiro disputou outras 5 partidas até 1997 - as 2 últimas foram pelo Torneio da França, atuando contra Inglaterra e Itália.

## Títulos
Paris Saint-Germain
- Copa da França: 1997–98
- Copa da Liga Francesa: 1997–98
- Supercopa da França: 1995
- Taça dos Clubes Vencedores de Taças: 1995–96

Milan
- Campeonato Italiano: 1998–99